# Università di Pechino
L'Università di Pechino (Běijīng Dàxué北京大學T, 北京大学S), comunemente conosciuta in cinese come Beida (北大), venne fondata con il nome di Università Imperiale della capitale nel 1898 in sostituzione dell'antica Guozijian (guózǐjiàn, 国子监). È un'importante università di ricerca della capitale cinese ed è la prima moderna e nazionale della Cina. 

## Storia
L'Università di Pechino venne fondata nella capitale cinese nel dicembre 1898 durante la Riforma dei cento giorni. Nel 1920 divenne un centro per il pensiero progressista.  Nel corso di tutta la sua storia, l'università di Pechino si è distinta dagli altri atenei cinesi, in termini di libertà intellettuale e ha prodotto e ospitato molti dei migliori pensatori moderni della Cina, tra cui Lu Xun, Mao Zedong, Hu Shih, Li Dazhao, Gu Hongming, e Chen Duxiu. L'Università di Pechino è stato tra i luoghi di nascita del Movimento Nuova Cultura, del Movimento del 4 maggio 1919, della protesta di piazza Tiananmen del 1989 e molti altri eventi significativi.
Nel 1902, la Facoltà di Istruzione venne scorporata per diventare l'odierna Università Normale di Pechino. Nel 1912, dopo la Rivoluzione Xinhai, fu rinominata Università Nazionale di Pechino (國立北京大學T, 国立北京大学S). Cai Yuanpei venne nominato presidente il 4 gennaio 1917, e contribuì a trasformarla nella più grande istituzione universitaria del paese, con 14 dipartimenti e una registrazione di oltre 2.000 studenti. Nel 1919, gli studenti dell'Università formarono il cuore del blocco dei manifestanti del Movimento del 4 maggio 1919. Gli sforzi del governo cinese di porre fine alle proteste portarono alle dimissioni di Cai. Nel 1920 divenne la seconda università cinese ad accettare gli studenti di sesso femminile, dopo l'Università di Nanchino.
Dopo lo scoppio della Seconda guerra sino-giapponese nel 1937 (e la conseguente espansione del territorio giapponese nella zona est della Cina), l'ateneo di Pechino si trasferì a Changsha e formò l'Università temporanea di Changsha, insieme all'Università Tsinghua e all'Università Nankai. Nel 1938, i tre istituti si trasferirono nuovamente, questa volta a Kunming, creando l'Università Nazionale Associata del sud-ovest.
Nel 1946, dopo la seconda guerra mondiale, l'università tornò a Pechino. A quel tempo, l'università era composta da sei facoltà (arte, scienze, diritto, medicina, ingegneria, e agricoltura), e un istituto di ricerca. Gli studenti stranieri, in quel momento, erano 3.000. Nel 1952, tre anni dopo la nascita della Repubblica Popolare Cinese, l'Università Yenching venne incorporata in quella di Pechino, che perse la sua denominazione "nazionale" per il fatto che tutte le università nell'ambito del nuovo Stato socialista sarebbero state pubbliche. Nel 1952 si spostò dal centro di Pechino all'ex campus Yenching. Le prime proteste, anticipo della Rivoluzione culturale, iniziarono all'Università di Pechino nel 1966, l'istruzione ebbe un periodo di interruzione della sua attività tra il 1966 e il 1970 e dopo di allora si è confermata come una delle principali università della Cina.
Nel 2000, l'Università medica di Pechino venne incorporata all'istituto universitario pechinese e divenne il Dipartimento di Scienze Mediche dell'Università di Pechino; Beida ha ora otto ospedali affiliati e 12 ospedali di insegnamento. Nel 2001, Peking University creò un campus satellite a Shenzhen. Una seconda scuola di economia è stata avviata in questo campus nel 2004, ed è stata ribattezzata Beida HSBC School of Business in 2008.

## Organizzazione
L'Università si compone di 30 scuole e 12 dipartimenti, con 93 corsi di laurea, 2 per il Bachelor, 199 di laurea magistrale e 173 di dottorato. L'Università ha 216 istituti e centri di ricerca, di cui 2 centri di ricerca nazionali di ingegneria. Con 4,5 milioni di titoli, la biblioteca universitaria è la più grande del suo genere in Asia.

## Campus
Il campus dell'Università di Pechino era originariamente situato a nord della Città Proibita, nel centro di Pechino, e venne successivamente spostato al campus dell'ex Università Yenching nel 1952. Il campus attuale si trova nel nord-ovest di Pechino, nel quartiere di Haidian, in cui si sono concentrati molti noti college e università ed è rinomato per la bellezza della sua architettura tradizionale del suo parco.
Il sito dell'Università di Pechino campus è situato vicino al Palazzo d'Estate e l'Antico Palazzo d'Estate, in cui si trovano molti dei giardini e palazzi più rinomati di Pechino. Il campus universitario si trova nell'antico sito dei giardini reali della dinastia Qing e conserva il tradizionale stile paesaggistico cinese, tra case tradizionali, giardini, pagode, così come altri importanti edifici storici; Il campus universitario è circondato dal lago Weiming.
L'università contiene anche numerosi musei, come il "Museo di Storia dell'Università" e il "Museo d'Arte e Archeologia Arthur M. Sackler"; i soggetti più importanti di questi musei sono oggetti funerari che sono stati trovati a Pechino, appartenenti al Periodo dei regni combattenti. Ci sono vasi rituali di ceramica così come pezzi di gioielleria elaborata; ci sono anche le ossa di resti umani nello stile tradizionale di sepoltura di quel periodo.